# Cymbidium tracyanum
Cymbidium tracyanum är en orkidéart som beskrevs av L.Castle. Cymbidium tracyanum ingår i släktet Cymbidium, och familjen orkidéer. Inga underarter finns listade i Catalogue of Life.

## Bildgalleri

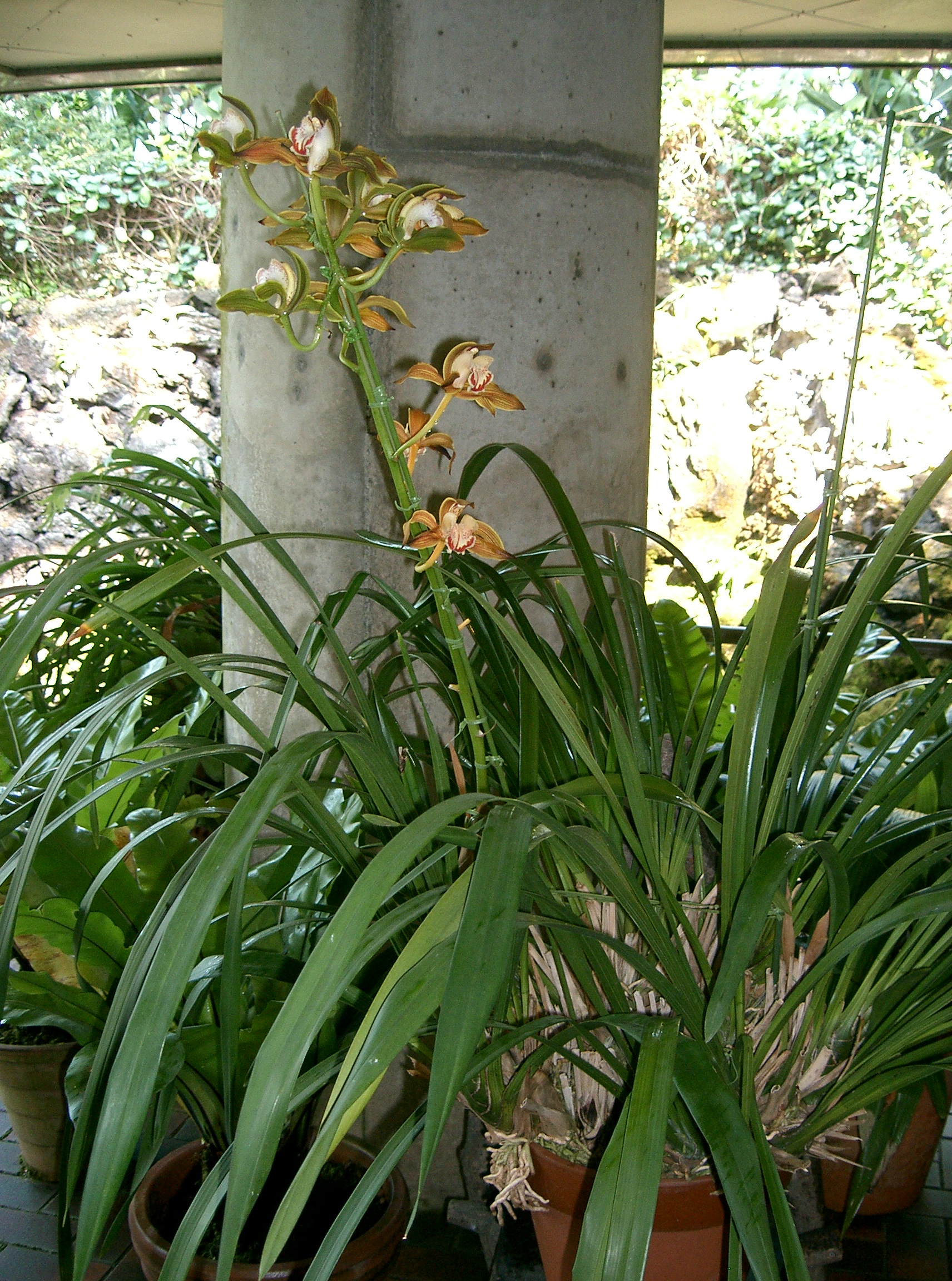
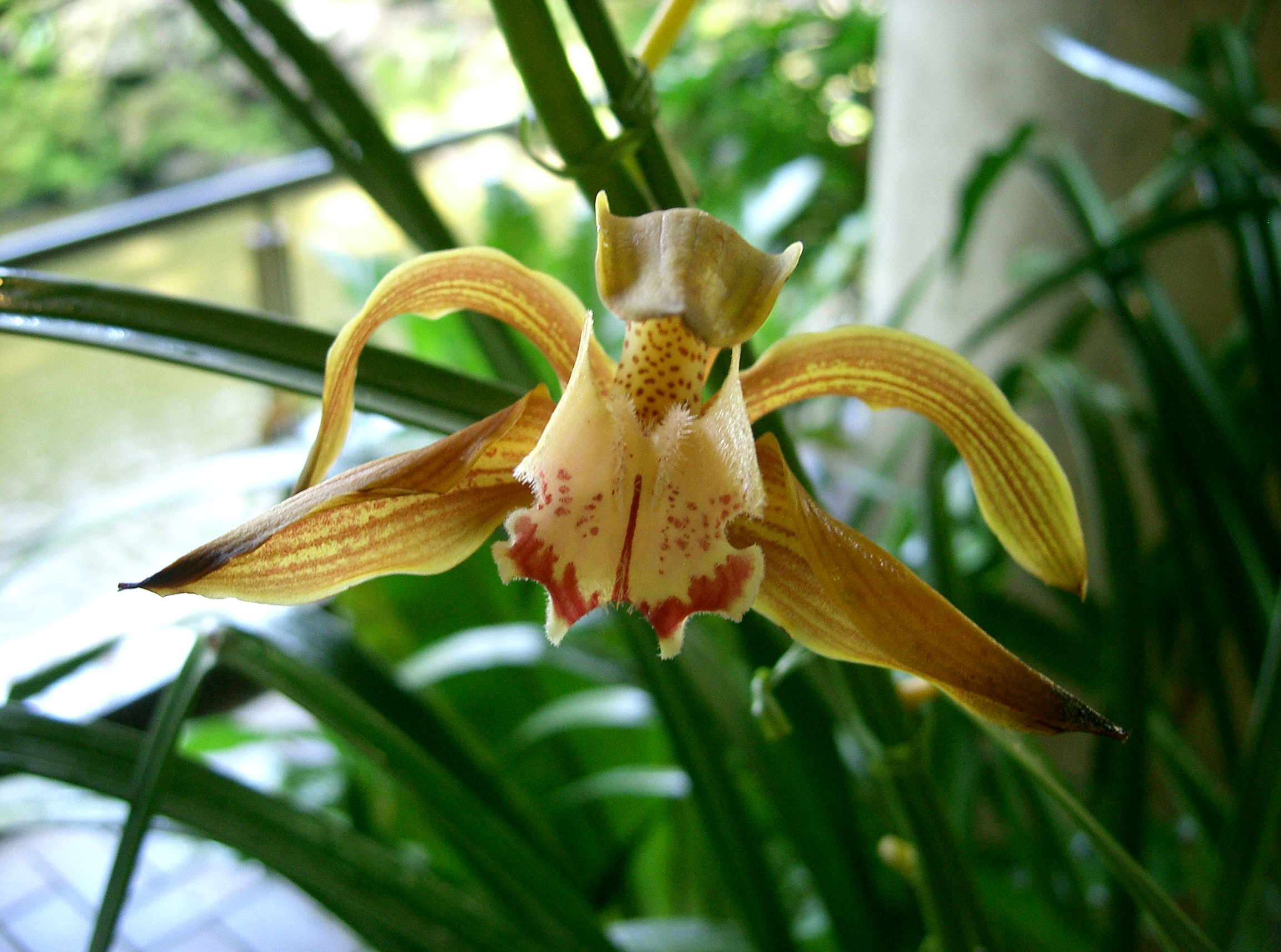